# ریویرا (مجموعه تلویزیونی)
ریویرا (انگلیسی: Riviera) یک مجموعهٔ تلویزیونی درام ساخته نیل جردن است که نخستین بار در ۱۵ ژوئن ۲۰۱۷ در شبکه اسکای آتلانتیک به  نمایش درآمد. جولیا استایلز، آنتونی لاپالیا، لنا اولین، ادرین لستر، ایوان ریان، دیمیتری لئونیداس و روکسان دوران بازیگران این سریال‌اند. فصل اول ریویرا به‌عنوان پربیننده‌ترین سریال اصلی اسکای معرفی شد.

## داستان
این سریال، داستان زندگی نمایشگاه‌گردان آثار هنری به نام جورجینا کلیوس (جولیا استایلز) را روایت می‌کند که اخیراً همسر میلیاردر خود به نام کنستانتین را در یک سانحه دریایی به شکل مرموزی از دست داده است. این حادثه، سبک زندگی جذاب جورجینا در ریویرای فرانسه را دستخوش تغییر قرار داده و او را به ناچار وارد موقعیتی می‌کند که باید با ایرینا (لنا اولین) همسر سابقِ کنستانتین و فرزندانش زندگی و سوگواری کند. اما همزیستی دشوار و توام با رقابت با ایرینا، آخرین نگرانی جورجینا به شمار می‌رود. چرا که به دنبال این انفجار مرموز در قایق بادبانی، جورجینای تازه عروس تصمیم می‌گیرد تا بیشتر راجع به کنستانتین، شیوه زندگی پر زرق و برق او در ریویرا و حقایق مربوط به مرگش تحقیق کند. بنابراین او در دنیایی از دروغ‌ها، رفتارهای دوگانه و جنایت غوطه‌ور می‌شود.

## بازیگران

### اصلی
- جولیا استایلز
- آنتونی لاپالیا
- لنا اولین
- دیمیتری لئونیداس
- روکسان دوران
- ایگال نائور
- پاپی دلوین
- جک فاکس

### فصل ۱
- ادرین لستر
- ایوان ریان
- فیل دیویس
- عمرو واکد

### فصل ۲
- جولیت استیونسون
- ویل آرنت
- گرگوری فیتوسی
- لولیتا چاکرابارتی
- الکس لانیپکون
- مارک هولدن

### فصل ۳
- روپرت گراوس
- کلر هوپ آشیتی
- سینوو ماکودی لوند
- گابریل کورادو
- فرانکو ماسینی
- الیسئو باریونوو
- جیانلوکا زونزینی